# Бони Ротен
Бони Ротен (енгл. Bonnie Rotten; Синсинати, Охајо 9. мај 1993), рођена као Алејна Хикс (енгл. Alaina Hicks), америчка је порнографска глумица и модел.

## Каријера
Бони Ротен је своју каријеру започела као фетиш модел. Порно филмове почела је да снима почетком 2012. Раније је радила и као модел и плесач аутомобила и мотоцикла у емисијама.
Године 2013. магазин LA Weekly је сврстао на пето место њихове листе „10 порно звезда које би могле да буду следећа Џена Џејмсон“. Бони је основала властиту продуцентску кућу Mental Beauty, Inc. у јануару 2014. године.

## Награде и номинације
| Година | Доделио                    | Исход      | Категорија                             | Филм                              |
| ------ | -------------------------- | ---------- | -------------------------------------- | --------------------------------- |
| 2012   | Inked Award                | Освојено   | Starlet of the Year                    | /                                 |
| 2012   | NightMoves Award           | Освојено   | Miss Congeniality                      | /                                 |
| 2013   | AVN                        | Номинација | Best All-Girl Group Sex Scene          | Meet Bonnie                       |
| 2013   | AVN                        | Номинација | Best New Starlet                       | /                                 |
| 2013   | AVN                        | Номинација | Best Body                              | /                                 |
| 2013   | Inked Award                | Освојено   | Performer of the Year (Female)         | /                                 |
| 2013   | Inked Award                | Освојено   | Scene of the Year                      | The Gang Bang of Bonnie Rotten    |
| 2013   | NightMoves Award           | Номинација | Best Female Performer                  | /                                 |
| 2013   | NightMoves Award           | Освојено   | Social Media Star (Fan's Choice)       | /                                 |
| 2013   | NightMoves Award           | Освојено   | Best Ink (Fan's Choice)                | /                                 |
| 2013   | NightMoves Award           | Номинација | Best Overall Body                      | /                                 |
| 2013   | RogReviews Fan Faves Award | Освојено   | Favorite Newbie                        | /                                 |
| 2013   | Sex Award                  | Освојено   | Hottest New Girl                       | /                                 |
| 2013   | XBIZ                       | Номинација | Best Scene - Gonzo/Non-Feature Release | Meet Bonnie                       |
| 2013   | XRCO Award                 | Номинација | New Starlet                            | /                                 |
| 2013   | XRCO Award                 | Номинација | Cream Dream                            | /                                 |
| 2014   | AVN Award                  | Номинација | Best All-Girl Group Sex Scene          | Brazzers Presents: The Parodies 3 |
| 2014   | AVN Award                  | Номинација | Best Anal Sex Scene                    | Evil Anal 19                      |
| 2014   | AVN Award                  | Номинација | Best Girl/Girl Sex Scene               | Beyond Fucked: A Zombie Odyssey   |
| 2014   | AVN Award                  | Освојено   | Best Group Sex Scene                   | The Gang Bang of Bonnie Rotten    |
| 2014   | AVN Award                  | Номинација | Best Oral Sex Scene                    | Facial Overload 3                 |
| 2014   | AVN Award                  | Номинација | Best POV Sex Scene                     | Lesbian Anal P.O.V. 2             |
| 2014   | AVN Award                  | Номинација | Best Safe Sex Scene                    | Hotel No Tell                     |
| 2014   | AVN Award                  | Номинација | Best Tease Performance                 | Hot Body Ink                      |
| 2014   | AVN Award                  | Номинација | Best Three-Way Sex Scene – B/B/G       | Whore's Ink                       |
| 2014   | AVN Award                  | Номинација | Best Three-Way Sex Scene – G/G/B       | Obedience School                  |
| 2014   | AVN Award                  | Освојено   | Female Performer of The Year           | /                                 |
| 2014   | XBIZ Award                 | Номинација | Female Performer of the Year           | /                                 |
| 2014   | XBIZ Award                 | Освојено   | Best Scene - Non-Feature Release       | The Gangbang of Bonnie Rotten     |
| 2014   | XBIZ Award                 | Номинација | Best Scene - Vignette Release          | Obedience School                  |
| 2014   | XCritic Award              | Освојено   | Female Performer of The Year           | /                                 |